# SN 2002D
SN 2002D – supernowa typu II odkryta 16 stycznia 2002 roku w galaktyce NGC 594. W momencie odkrycia miała maksymalną jasność 16,80m.